# Ted Berrigan
Edmund Joseph Michael "Ted" Berrigan, Jr, född 15 november 1934 i Providence i Rhode Island, död 4 juli 1983 i New York City, var en amerikansk poet. Han brukar räknas till den så kallade New York-skolans andra generation och debuterade med The Sonnets, en samling postmodernistiskt komponerade sonetter. 

## Verk (urval)
- The Sonnets (New York: "C" Press, 1964; New York: Grove Press, 1966; New York: United Artists, 1982; New York: Penguin Books, 2000)
- Bean Spasms, tillsammans med Ron Padgett och Joe Brainard (New York: Kulchur Press, 1967)
- Many Happy Returns (New York: Angel Hair, 1967; New York: Corinth Books, 1969)
- NOH, tillsammans med Ron Padgett (Lines Press, 1969)
- In the Early Morning Rain (London: Cape Goliard, 1970)
- Memorial Day, tillsammans med Anne Waldman (New York: Poetry Project, St. Mark's Church In-the-Bowery, 1971)
- Train Ride (New York: Vehicle Editions, 1971)
- Red Wagon (Yellow Press, 1975)
- Nothing For You (United Artists, 1977)
- Clear the Range (Adventures in Poetry/Coach House South, 1977)
- So Going around Cities: New & Selected Poems 1958-1979 (Berkeley: Blue Wind Press, 1980)
- In a Blue River (Little Light Books, 1981)
- The Morning Line (Am Here Books/Immediate  Editions, 1982)
- A Certain Slant of Sunlight (Oakland: O Books, 1988)
- Great Stories of the Chair (Situations, 1998)
- The Collected Poems of Ted Berrigan (Berkley: University of California Press, 2005; 2007)

### Svenska
- Gunnar Harding (red.): Amerikansk undergroundpoesi (Wahlström & Widstrand, 1969)